# إيمانويل أوليفيرا
إيمانويل أوليفيرا (بالإسبانية: Emanuel Olivera) (2 أبريل 1990 ببوينس آيرس في الأرجنتين - ) هو لاعب كرة قدم أرجنتيني في مركز الدفاع. لعب مع فيليز سارسفيلد ونادي ألميرانته براون وBoca Unidos ‏.

## روابط خارجية
- إيمانويل أوليفيرا على موقع إي إس بي إن إف سي (الإنجليزية)
- إيمانويل أوليفيرا على موقع قاعدة بيانات كرة القدم.إي يو (الإنجليزية)
- إيمانويل أوليفيرا على موقع Soccerway.com (الإنجليزية)
- إيمانويل أوليفيرا على موقع عالم كرة القدم.نت (الإنجليزية)